# Molophilus (Austromolophilus) eugonius
Molophilus (Austromolophilus) eugonius is een tweevleugelige uit de familie steltmuggen (Limoniidae). De soort komt voor in het Australaziatisch gebied.